# Grand Prix Abú Zabí 2011
Grand Prix Abú Zabí 2011 (III Etihad Airways Abu Dhabi Grand Prix), 18. závod 62. ročníku mistrovství světa jezdců Formule 1 a 53. ročníku poháru konstruktérů, historicky již 858. grand prix, se potřetí odehrála na okruhu na Yas Marině.

## Výsledky

### Kvalifikace
| Pořadí               | Číslo | Jezdec             | Konstruktér          | 1. část  | 2. část  | 3. část  | Start |
| -------------------- | ----- | ------------------ | -------------------- | -------- | -------- | -------- | ----- |
| 1                    | 1     | Sebastian Vettel   | Red Bull-Renault     | 1:40.478 | 1:38.516 | 1:38.481 | 1     |
| 2                    | 3     | Lewis Hamilton     | McLaren-Mercedes     | 1:39.782 | 1:38.434 | 1:38.622 | 2     |
| 3                    | 4     | Jenson Button      | McLaren-Mercedes     | 1:40.227 | 1:39.097 | 1:38.631 | 3     |
| 4                    | 2     | Mark Webber        | Red Bull-Renault     | 1:40.167 | 1:38.821 | 1:38.858 | 4     |
| 5                    | 5     | Fernando Alonso    | Ferrari              | 1:41.380 | 1:39.058 | 1:39.058 | 5     |
| 6                    | 6     | Felipe Massa       | Ferrari              | 1:41.592 | 1:39.623 | 1:39.695 | 6     |
| 7                    | 8     | Nico Rosberg       | Mercedes             | 1:41.120 | 1:39.420 | 1:39.773 | 7     |
| 8                    | 7     | Michael Schumacher | Mercedes             | 1:42.605 | 1:40.554 | 1:40.662 | 8     |
| 9                    | 14    | Adrian Sutil       | Force India-Mercedes | 1:40.595 | 1:40.205 | 1:40.768 | 9     |
| 10                   | 15    | Paul di Resta      | Force India-Mercedes | 1:41.064 | 1:40.414 | bez času | 10    |
| 11                   | 17    | Sergio Pérez       | Sauber-Ferrari       | 1:41.311 | 1:40.874 |          | 11    |
| 12                   | 10    | Vitalij Petrov     | Renault              | 1:40.955 | 1:40.919 |          | 12    |
| 13                   | 18    | Sébastien Buemi    | Toro Rosso-Ferrari   | 1:41.737 | 1:41.009 |          | 13    |
| 14                   | 9     | Bruno Senna        | Renault              | 1:41.391 | 1:41.079 |          | 14    |
| 15                   | 19    | Jaime Alguersuari  | Toro Rosso-Ferrari   | 1:41.386 | 1:41.162 |          | 15    |
| 16                   | 16    | Kamui Kobajaši     | Sauber-Ferrari       | 1:41.613 | 1:41.240 |          | 16    |
| 17                   | 12    | Pastor Maldonado   | Williams-Cosworth    | 1:42.258 | 1:41.760 |          | 24    |
| 18                   | 20    | Heikki Kovalainen  | Lotus-Renault        | 1:42.979 |          |          | 17    |
| 19                   | 21    | Jarno Trulli       | Lotus-Renault        | 1:43.884 |          |          | 18    |
| 20                   | 24    | Timo Glock         | Virgin-Cosworth      | 1:44.515 |          |          | 19    |
| 21                   | 23    | Daniel Ricciardo   | HRT-Cosworth         | 1:44.641 |          |          | 20    |
| 22                   | 25    | Jérôme d'Ambrosio  | Virgin-Cosworth      | 1:44.699 |          |          | 21    |
| 23                   | 22    | Vitantonio Liuzzi  | HRT-Cosworth         | 1:45.159 |          |          | 22    |
| Limit 107%: 1:46.766 |       |                    |                      |          |          |          |       |
| 24                   | 11    | Rubens Barrichello | Williams-Cosworth    | bez času |          |          | 23    |

### Závod
| Pořadí | Číslo | Jezdec             | Tým                  | Kola | Čas/odstoupení     | Start | Body |
| ------ | ----- | ------------------ | -------------------- | ---- | ------------------ | ----- | ---- |
| 1      | 3     | Lewis Hamilton     | McLaren-Mercedes     | 55   | 1:37:11.886        | 2     | 25   |
| 2      | 5     | Fernando Alonso    | Ferrari              | 55   | +8.457             | 5     | 18   |
| 3      | 4     | Jenson Button      | McLaren-Mercedes     | 55   | +25.871            | 3     | 15   |
| 4      | 2     | Mark Webber        | Red Bull-Renault     | 55   | +35.784            | 4     | 12   |
| 5      | 6     | Felipe Massa       | Ferrari              | 55   | +50.578            | 6     | 10   |
| 6      | 8     | Nico Rosberg       | Mercedes             | 55   | +52.317            | 7     | 8    |
| 7      | 7     | Michael Schumacher | Mercedes             | 55   | +1:15.964          | 8     | 6    |
| 8      | 14    | Adrian Sutil       | Force India-Mercedes | 55   | +1:17.122          | 9     | 4    |
| 9      | 15    | Paul di Resta      | Force India-Mercedes | 55   | +1:41.087          | 10    | 2    |
| 10     | 16    | Kamui Kobajaši     | Sauber-Ferrari       | 54   | +1 kolo            | 16    | 1    |
| 11     | 17    | Sergio Pérez       | Sauber-Ferrari       | 54   | +1 kolo            | 11    |      |
| 12     | 11    | Rubens Barrichello | Williams-Cosworth    | 54   | +1 kolo            | 24    |      |
| 13     | 10    | Vitalij Petrov     | Renault              | 54   | +1 kolo            | 12    |      |
| 14     | 12    | Pastor Maldonado   | Williams-Cosworth    | 54   | +1 kolo            | 23    |      |
| 15     | 19    | Jaime Alguersuari  | Toro Rosso-Ferrari   | 54   | +1 kolo            | 15    |      |
| 16     | 9     | Bruno Senna        | Renault              | 54   | +1 kolo            | 14    |      |
| 17     | 20    | Heikki Kovalainen  | Lotus-Renault        | 54   | +1 kolo            | 17    |      |
| 18     | 21    | Jarno Trulli       | Lotus-Renault        | 53   | +2 kola            | 18    |      |
| 19     | 24    | Timo Glock         | Virgin-Cosworth      | 53   | +2 kola            | 19    |      |
| 20     | 23    | Vitantonio Liuzzi  | HRT-Cosworth         | 53   | +2 kola            | 22    |      |
| Ret    | 22    | Daniel Ricciardo   | HRT-Cosworth         | 47   | Alternátor         | 20    |      |
| Ret    | 18    | Sébastien Buemi    | Toro Rosso-Ferrari   | 18   | Hydraulika         | 13    |      |
| Ret    | 25    | Jérôme d'Ambrosio  | Virgin-Cosworth      | 17   | Brzdy              | 21    |      |
| Ret    | 1     | Sebastian Vettel   | Red Bull-Renault     | 1    | Poškození defektem | 1     |      |

## Průběžné pořadí šampionátu
Pohár jezdců
| Pořadí | Jezdec           | Body |
| ------ | ---------------- | ---- |
| 1      | Sebastian Vettel | 374  |
| 2      | Jenson Button    | 255  |
| 3      | Fernando Alonso  | 245  |
| 4      | Mark Webber      | 233  |
| 5      | Lewis Hamilton   | 227  |

Pohár konstruktérů
| Pořadí | Konstruktér      | Body |
| ------ | ---------------- | ---- |
| 1      | Red Bull-Renault | 607  |
| 2      | McLaren-Mercedes | 482  |
| 3      | Ferrari          | 353  |
| 4      | Mercedes         | 159  |
| 5      | Renault          | 72   |